# Mycetophila devia
Mycetophila devia är en tvåvingeart som först beskrevs av Laffoon 1957.  Mycetophila devia ingår i släktet Mycetophila och familjen svampmyggor.
Artens utbredningsområde är Minnesota. Inga underarter finns listade i Catalogue of Life.